# Коронавірусна хвороба 2019 у Греції
Коронавірусна хвороба 2019 у Греції — розповсюдження кронавірусу територією країни. Перший випадок було зареєстровано 26 лютого.

## Хронологія

### 2020
26 лютого було зафіксовано перший випадок інфікування коронавірусом. Нею виявилася жінка, що подорожувала до Мілану. Того ж дня міністр охорони здоров'я Греції скасував усі заплановані карнавальні заходи по всій країні.
10 березня, коли було 89 хворих, уряд закрив всі дитсадки та навчальні заклади.
11 березня прем'єр-міністр Кіріакос Міцотакіс у телезверненні закликав дотримуватися вказівок лікарів і утриматися від причастя в церквах.
12 березня помер перший хворий. У наступні дні уряд закрив магазини (крім продуктових і аптек), театри, музеї, торговельні центри, ресторани. Пізніше було призупинено всі релігійні служби та роботу готелів. Всіх греків, що поверталися з-за кордону, зобов'язали проходити обов'язковий 14-денний карантин.
6 травня в Греції, в передмісті Афін, відбулися сутички через масове порушення карантину.
З 1 липня Греція планувала відкрити туристичний сезон. При цьому, носіння маски мало бути обов'язковим на всіх видах транспорту щонайменше до 15 червня, також маски має носити персонал у готелях і в інших туристичних підприємствах.
3 листопада у Греції на місяць було закрито ресторани, музеї та театри, також про повну ізоляцію було голошовено в містах Салоніки і Сере, серед обмежень також було введено комендантську годину з 21:00 до 5:00.
19 листопада в Греції було посилено обмеження на кордонах, зокрема, було закрито прикордонний перехід з Албанією. Після цього всіх людей, що в'їжджатимуть сухопутними шляхами перевірятимуть на кордоні. Також було закрито деякі прикордонні пункти.
11 грудня було дозволено відкриття перукарень і книгарень на час різдвяного сезону, але більшість інших роздрібних магазинів будуть закритими.
25 грудня Греція отримала перші 9750 доз вакцини від коронавірусу виробництва компанії Pfizer—BioΝTech.
30 грудня в країні почалася кампанія глобальної вакцинації від COVID-19 вакциною виробництва BioNTech/Pfizer.
31 грудня в місті Аспропіргос поблизу Афін сталися заворушення через продовження карантину до 6 січня. Близько 100 осіб кидали в поліціянтів каміння й пляшки із запальною сумішшю.

### 2021
2 січня влада Греції повторно посилила карантин щонайменше до 11 січня, і повторно продовжила цей термін 9 січня до 186-го числа. Влада Греції запропонувала ввести «паспорти вакинації»: до початку туристичного сезону в ЄС планувалося ввести єдиний цифровий сертифікат щеплення, щоб дати вакцинованим можливість вільно подорожувати.
9 лютого у Греції оголоси про прихід третьої хвилі коронавірусу. 27 березня карантин у країні було продовжено щонайменше до 5 квітня.
3 квітня карантин було послаблено, жителям було дозволено виїжджати за межі власної громади, але тільки у вихідні дні. Було дозволено зайняття спортом максимум з трьома людьми або однією сімейною групою. 4 квітня Греція продовжила обмеження на міжнародні авіарейси щонайменше до 19 квітня.
15 травня було відкрито туристичний сезон, для туристів залишили ті ж умови щодо дистанціювання та дезінфекції. Цього дня було відкрито музеї та археологічні пам'ятки, включно з Акрополем.
19 червня Греція змінила умови в'їзду, дозволивши в'їзд із негативним результатом експрес-тесту, та збільшивши мінімальний вік, при якому діти повинні надавати документи, що підтверджують, що вони не хворі, з 6 до 12 років. 29 червня було послаблено карантин, дозволено перебування без масок у ресторанах для вакцинованих осіб.
19 липня у країні введено обов'язкову вакцинацію для держслужбовців. Тих, хто відмовиться від щеплення відправлятимуть у неоплачувану відпустку «до кінця пандемії».
З вересня у країні було запроваджено штрафи у розмірі 5 тис. євро за шахрайство іх вакцинами та тестами.
16 грудня влада країни посилила вимоги до туристів, які відтоді мали надати ПЛР-тест протягом 48 годин після в'їзду. 31 грудня у Греції було зафіксовано більше 40 тис. випадків зараження, в країні було введено нові обмеження, що зобов'язали бари, ресторани та нічні клуби закриватися опівночі.

## Причини успішного карантину
Греція ввела жорсткі міри для того, щоб подолати епідемію — карантин. Уряд Греції, скориставшись досвідом Італії швидко ввів карантин. Так, від часу, коли був зареєстрований перший хворий і було введено заборону, пройшло: 13 діб — закриття шкіл (Іспанія 43 доби, Італія 33), 12 діб — заборона масових заходів (Іспанія 39 доби, Італія 38), 19 діб — закриття частини магазинів (Іспанія 43 доби, Італія 40) і 23 доби — обмеження пересування (Іспанія 43 доби, Італія 50). Ще менше часу пройшло від смертельного випадку до застосування заборон — або в той же день, або, максимум, на 11-ту добу.
Опозиція майже цілковито підтримала дії уряду і частково оголосила про намір допомагати.